# Wai Hura
Wai Hura is een bestuurslaag in het regentschap West-Soemba van de provincie Oost-Nusa Tenggara, Indonesië. Wai Hura telt 1741 inwoners (volkstelling 2010).